# NRing Circuit
Der NRING Circuit ist eine Motorsport-Rennstrecke in Bogorodsk in Russland.

## Geschichte
Der Kurs wurde von zwei russischen Architekten entworfen, mit dem Ziel den FIA-Grad-2-Regulationen zu entsprechen. Die Bauarbeiten begannen im Jahr 2008 und wurden 2010 beendet. Im selben Jahr fand auch die Eröffnung statt und erste Rennen wurden ebenfalls ausgerichtet. Im Folgejahr kamen Pläne auf die eine Verlängerung des Kurses auf 5 Kilometer und eine Erweiterung der Zuschauerkapazität auf 80.000 vorsahen. Diese wurden jedoch nicht weiter verfolgt. 2015 wurde der Kurs um einige Boxen erweitert und leicht vergrößert.
Im Laufe der Jahre war der Kurs Austragungsort für verschiedene Rennserien, wie zum Beispiel die Nordeuropäische Formel-4-Meisterschaft.

## Streckenbeschreibung
Die Strecke kann in verschiedenen Layouts gefahren werden, wobei die Längste 3,222 Kilometer misst. Neben der Rennstrecke umfasst die Anlage auch eine Rallycross-Strecke, einen Dragstrip und einen Ovalkurs.